# Moonwalk

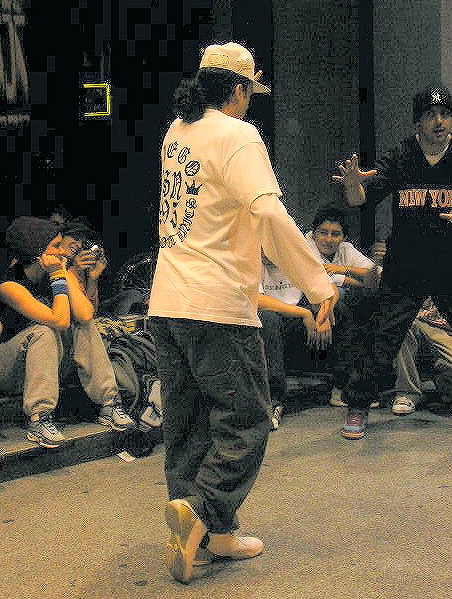
Ein Moonwalker in Madrid

Der Moonwalk (englisch „Mondgang“) ist ein Tanzschritt, bei dem die Beinbewegungen Vorwärtslaufen vortäuschen, während sich die ausführende Person tatsächlich rückwärts bewegt.

## Entstehung
Der Moonwalk und Vorläufer davon (ohne die Rückwärtsbewegung als illusionistischer Gang) waren schon in den 1940er Jahren im Film zu sehen. Zu nennen sind hier vor allem der Film Stormy Weather, in dem Cab Calloway und Fats Waller diesen Tanzschritt zeigen, Ein Häuschen im Himmel, ebenfalls von 1943, hier ist in den Minuten 50 bis 52 des Filmes der Moonwalk zu sehen, sowie Kinder des Olymp von 1943/45, in dem ihn Jean-Louis Barrault vorführte. Eine ähnliche Stilübung führte der französische Pantomime Jean-Gaspard Deburau im 18. Jahrhundert vor. Die Tanzgruppe The Lockers zeigte bei ihren Auftritten in der amerikanischen Musiksendung Soul Train ihre Backslide genannten Schritte.

## Verbreitung

Moonwalk

Die eigentliche Erfindung in der heute bekannten Form stammt mutmaßlich aus der Breakdance-Szene der frühen 1980er Jahre. Einer breiten Öffentlichkeit wurde der Moonwalk durch Michael Jackson bekannt, der den Backslide, eine Abwandlung des Moonwalks, 1983 beim 25. Geburtstag der Plattenfirma Motown als Performance zu seinem Song Billie Jean zeigte, nachdem er dies bei Breakdancern in einer ähnlichen Form gesehen hatte und danach auch weiterhin bei seinen Auftritten vorführte. Der Backslide unterscheidet sich vom Moonwalk darin, dass man sich nicht kreisförmig, sondern geradlinig bewegt. Der Moonwalk wurde durch diese Bühnenshows zu Jacksons Signature Move, der als ein Markenzeichen mit seiner Person verbunden blieb.

„Der Moonwalk kommt von diesen wundervollen Kindern, den jungen Leuten, die in den Ghettos wohnen, in der City, die brillant sind und einfach dieses natürliche Talent zum Tanzen haben. All diese neuen Schritte, wie den Running Man, die entwickeln diese Tänze. Ich habe den Moonwalk lediglich ein wenig weiterentwickelt.“

Der Gelbhosenpipra,  ein mittelamerikanischer Schnurrvogel, kann den Eindruck erwecken, rückwärts gehen zu können, ohne dabei die Beine zu bewegen. Das Resultat erinnert an den Moonwalk. Schritte des Moonwalks finden sich auch im Melbourne Shuffle.